# كأس البرازيل 2013
كأس البرازيل 2013 هو الموسم 25 من كأس البرازيل. أقيم خلال الفترة 27 فبراير 2013 وحتى 27 نوفمبر 2013، وأشرف على تنظيمه اتحاد البرازيل لكرة القدم، وكان عدد الأندية المشاركة فيه 87، وفاز فيه نادي فلامنغو.